# Comunità collinare tra Baraggia e Bramaterra

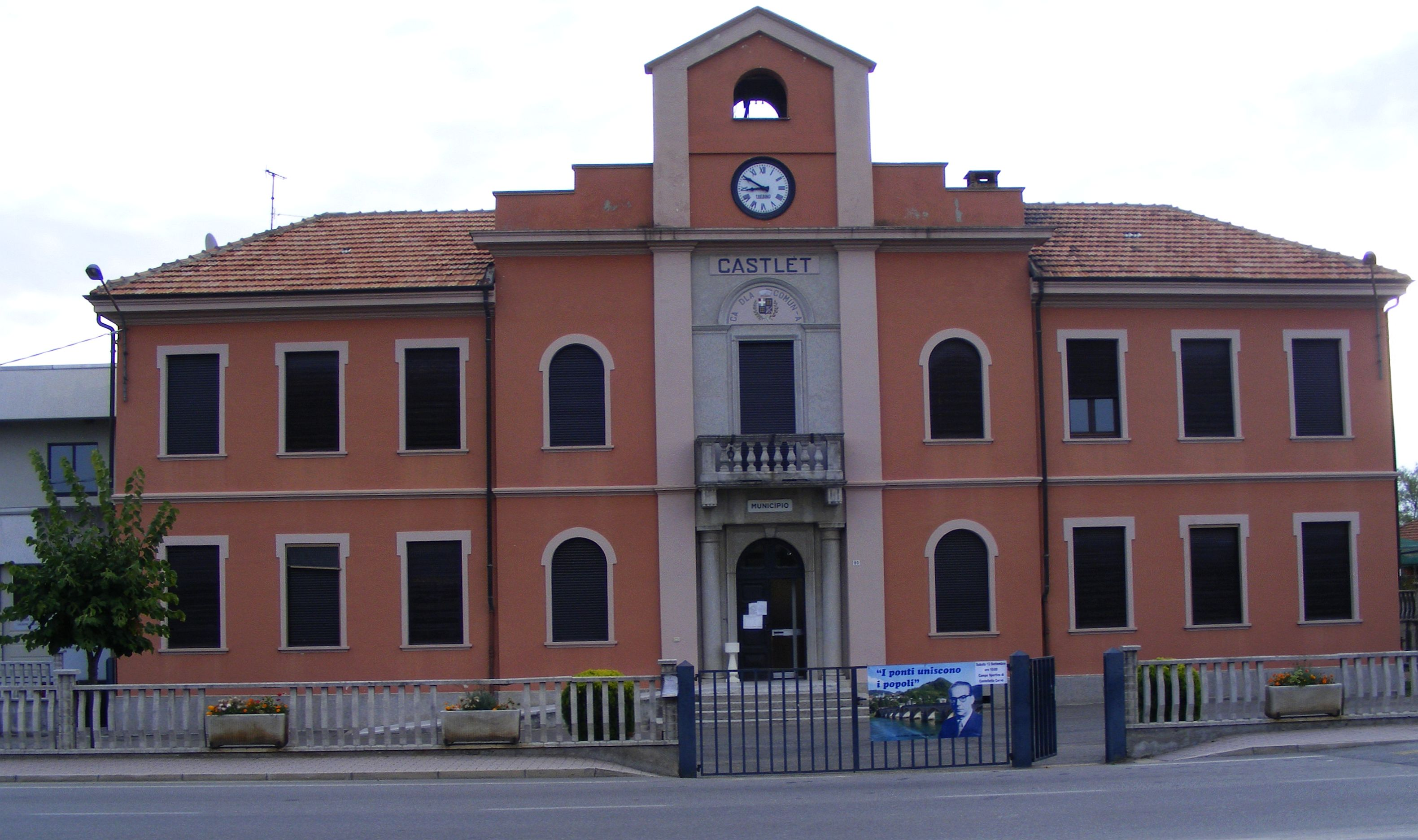
Il palazzo municipale di Castelletto Cervo

La Comunità Collinare tra Baraggia e Bramaterra è un'unione di comuni, ovvero un ente locale che riunisce i comuni di Castelletto Cervo, Gifflenga e Villa del Bosco, tutti in provincia di Biella. È stata fondata il 7 dicembre 2001 ed ha sede a Gifflenga. Il nome della comunità deriva dal territorio contraddistinto dalla baraggia biellese e dal Bramaterra, vino DOC di produzione locale.

## Scopi
Come associazione volontaria dei comuni interessati, la comunità si prefigge la tutela, la salvaguardia e la valorizzazione delle zone interessate, in termini di risorse umane, tutela e recupero e promozione delle tradizioni storiche, culturali e religiose, nonché una riduzione dell'esodo delle popolazioni. In questi termini, la comunità è beneficiaria di interventi e fondi regionali specifici ai Comuni relativi secondo una specifica legge.

## Caratteristiche
Secondo lo spirito istitutivo della comunità, i comuni aderenti hanno individuato due ambiti territoriali e culturali specifici che vedono, da un lato, i comuni di Mottalciata, Gifflenga e Castelletto Cervo - gravitanti attorno alla cosiddetta 'Savana biellese', ovvero la baraggia, che un tempo occupava oltre 40.000 ettari di brughiera tra il biellese pedemontano e la pianura poi adibita a risaia del vercellese - e Villa del Bosco, 'cuore' di una vocazione enologica di pregio e considerazione, peraltro condivisa da alcuni comuni limitrofi quali Sostegno, Lozzolo, Roasio, Brusnengo e Masserano, anch'essi terra di produzione del DOC Bramaterra.
Il senso della comunità è quindi, oltre a quello di fornire una serie di servizi utili alla comunità, quello di porsi come un "ideale percorso" enogastronomico fra riso e vino.

## Servizi
I principali servizi offerti dalla Comunità Collinare tra Baraggia e Bramaterra sono, oltre alla gestione di uno sportello unico delle attività produttive, un servizio tributi, un servizio tecnico che si occupa della gestione del territorio, la pulizia delle strade e la manutenzione del verde pubblico, la realizzazione di una banca dati cartografica informatizzata, l'attivazione di corsi di formazione del personale e l'informatizzazione delle strutture e delle procedure secondo il progetto di "Comune Facile".

## I comuni
|                                      | Comune            | Distanza da Biella | Note |
| ------------------------------------ | ----------------- | ------------------ | --- |
| Gonfalone di Castelletto Cervo       | Castelletto Cervo | km. 18             | Comune ad economia agricola, artigianale ed industriale; è conosciuto per il suo monastero cluniacense dei Santi Pietro e Paolo e per il castello medioevale dominato da una torre. Serviva come luogo di pedaggio sul vino in transito al guado del torrente Cervo. |
| Stemma del comune di Gifflenga       | Gifflenga         | km. 20             | Comune ad economia agricola si snoda lungo tre borghi (o cantoni) del torrente Cervo: Castellazzo, chiesa e Bonda. Il nome del comune è di remota origine germanica: la radice griffa indica, secondo la cultura longobarda, un palo confinario delimitante una proprietà. È una delle principali terre d'acqua del biellese modellate sulla base di argini e canali atti a favorire la coltivazione del riso. |
| Stemma del comune di Villa del Bosco | Villa del Bosco   | km. 25             | Comune a prevalente economia agricola ed artigianale. Anch'esso dotato di un castello di cui si ha notizia dal 1431, ha probabile origine romana: il nome Villa indicava infatti presso i romani un luogo agricolo. Del Bosco è dovuto invece al fatto che il territorio è caratterizzato da un'intensa e folta vegetazione arborea.                                                                           |